# 魯本·李維拉
魯本·李維拉（Rubén Rivera Moreno，1973年11月14日—），前美國職棒大聯盟外野手；1995年到2003年，曾在大聯盟為5支不同的球隊打球。他的堂兄馬里安諾·李維拉，長期擔任紐約洋基隊的終結者（救援投手）。李維拉也是洋基隊1996年世界大賽冠軍的成員之一。他還曾是巴拿馬棒球代表隊成員，參加過兩屆世界棒球經典賽。目前李維拉在墨西哥棒球聯盟打球。

## 職業生涯

### 紐約洋基 (1990年–1997年)
李維拉在1990年和紐約洋基隊簽約成為自由契約球員。1992年，他在新人聯盟灣岸洋基隊開始職業生涯。1995年9月3日，李維拉在紐約洋基隊迎接大聯盟首秀。知名雜誌《棒球美國》對他有高度評價，1995年排名百大新秀第二、1996年排名第三、1997年排名第九。
1996年，李維拉為洋基隊出賽46場；儘管被放進季後賽球員名單中，但他只在美國聯盟分區賽有上場紀錄。

### 聖地牙哥教士 (1997年–2000年)
1997年4月22日，洋基隊將李維拉、投手拉斐爾·梅迪納和300萬美元交易到聖地牙哥教士隊，換來內野手荷馬·布希、日本籍投手伊良部秀輝及2名小聯盟球員戈登·阿默森和弗農·麥斯威爾。這筆交易本來是各取所需，但是洋基隊對伊良部秀輝的表現非常失望；而教士隊對李維拉的表現至少失望程度較小。他在這4年中從未站穩球隊先發陣容，大多數時間都坐在休息區為隊友加油，強大的長打能力不足以彌補這一重大缺點。2001年季前，李維拉遭到球隊釋出。

### 辛辛那提紅人 (2001年)
2001年，辛辛那提紅人隊簽下李維拉。但是他在紅人隊擔任替補球員的表現並未比在教士隊出色，唯一的精彩時刻是5月8日對戰響尾蛇的比賽，他用安打送回了二壘上的布恩，毀掉了強森的20K紀錄夜，配上紅人隊Chris Reitsma先發8局失1分的好投，讓9局僅失1分的強森成為史上至今唯一一個單場20K還沒有勝投的投手，最終強森也就因為差了這一勝而沒能完成國聯三冠王。球季結束後被球隊放進讓渡名單中，舊金山巨人隊接手合約，但1個月後又遭到釋出，他沒有為巨人隊打任何一場比賽。
2002年初，李維拉成為自由球員，並與紐約洋基隊簽約。但在傳出他偷竊隊友德瑞克·基特的手套和球棒，並以2,500美元賣給一家體育紀念品經銷商的醜聞後，隨即在春訓中遭到釋出。在這件事引起軒然大波後，據說隊友曾投票希望李維拉離開球隊，然後洋基隊將他釋出。事後李維拉道歉，但在遭到釋出後對球隊有所批評。

### 德州遊騎兵 (2002年)
2002年球季，德州遊騎兵與李維拉簽約。由於他擔任替補球員表現不佳，球季結束後立即遭到釋出。

### 舊金山巨人 (2003年)
2003年，李維拉以自由球員身分，重新加盟舊金山巨人隊。5月27日，他在太平洋貝爾球場的一場鏖戰到13局、才以4比3戰勝亞利桑那響尾蛇隊的比賽中，發生了離譜的跑壘失誤。比數2比2時，李維拉代跑在一壘上的致勝分安德列斯·賈拉拉加。當馬奎斯·葛瑞森擊出中右外野的深遠飛球時，往二壘跑的李維拉以為球被右外野手大衛·德魯奇接殺，而又回到一壘。在意識到德魯奇發生接球失誤後，他快馬加鞭通過二壘、三壘，並冒險往本壘搶分。這時球很快回傳到內野，二壘手朱尼爾·斯皮維轉傳給三壘手艾力克斯·辛特隆，再轉傳到游擊手東尼·沃馬克，李維拉被觸殺在本壘之前。巨人隊的球評強·米勒表示里維拉的舉動是「史上最糟糕的跑壘」。他在1週後被釋出，僅僅繳出50個打數、打擊率1成80的成績。
2003年7月，李維拉與巴爾的摩金鶯隊簽下小聯盟合約。2006年，與芝加哥白襪隊簽約，效力於3A夏洛特騎士隊。儘管敲出16發全壘打，但他的打擊率只有2成39。

### 墨西哥棒球聯盟 (2007年至今)
2007年起，李維拉開始在墨西哥棒球聯盟打球。2017年到2012年，效力於坎佩切海盜隊。2013年轉換到卡門城海豚隊。2014年在阿瓜斯卡連特斯鐵路工隊。2015年分別效力於墨西哥紅魔鬼隊和塔巴斯科奧爾梅克隊。2016年在塔巴斯科隊開季，後來被交易到普矣布拉鸚鵡隊，最終贏得聯盟冠軍。2017年又被交易到蒙克洛瓦鐵人隊。

### 世界棒球經典賽 (2006、2009)
李維拉曾以巴拿馬棒球代表隊成員身分，參加過2006年和2009年的世界棒球經典賽。兩屆比賽中，總計16個打數敲出3支安打，打擊率1成88，包含1支全壘打和5次三振。

## 職棒生涯成績
| 年度 | 球隊 | 場次 | 打席 | 打數 | 得分 | 安打 | 二壘打 | 三壘打 | 全壘打 | 打點 | 盜壘 | 四壞 | 三振 | 打擊率 | 上壘率 | 長打率 |
| 1995 | NYY  | 5    | 1    | 1    | 0    | 0    | 0      | 0      | 0      | 0    | 0    | 0    | 1    | .000   | .000   | .000   |
| 1996 | NYY  | 46   | 106  | 88   | 17   | 25   | 6      | 1      | 2      | 16   | 6    | 13   | 26   | .284   | .381   | .443   |
| 1997 | SDP  | 17   | 22   | 20   | 2    | 5    | 1      | 0      | 0      | 1    | 2    | 2    | 9    | .250   | .318   | .300   |
| 1998 | SDP  | 95   | 204  | 172  | 31   | 36   | 7      | 2      | 6      | 29   | 5    | 28   | 52   | .209   | .325   | .378   |
| 1999 | SDP  | 147  | 475  | 411  | 65   | 80   | 16     | 1      | 23     | 48   | 18   | 55   | 143  | .195   | .295   | .406   |
| 2000 | SDP  | 135  | 479  | 423  | 62   | 88   | 18     | 6      | 17     | 57   | 8    | 44   | 137  | .208   | .296   | .400   |
| 2001 | CIN  | 117  | 290  | 263  | 37   | 67   | 13     | 1      | 10     | 34   | 6    | 21   | 83   | .255   | .321   | .426   |
| 2002 | TEX  | 69   | 186  | 158  | 17   | 33   | 4      | 0      | 4      | 14   | 4    | 17   | 45   | .209   | .302   | .310   |
| 2003 | SFG  | 31   | 55   | 50   | 6    | 9    | 2      | 0      | 2      | 4    | 1    | 5    | 14   | .180   | .255   | .340   |
| 9年  | 9年  | 662  | 1818 | 1586 | 237  | 343  | 67     | 11     | 64     | 203  | 50   | 185  | 510  | .216   | .307   | .393   |